# Inonotus palmicola
Inonotus palmicola är en svampart som beskrevs av Leif Ryvarden 1999. Inonotus palmicola ingår i släktet Inonotus och familjen Hymenochaetaceae.   Inga underarter finns listade i Catalogue of Life.